# دومبوهل
دومبوهل (به آلمانی: Dombühl) یک منطقهٔ مسکونی در آلمان است که در آنسباخ واقع شده‌است.